# Provincia de Kırklareli
Kırklareli es una de las 81 provincias en que está dividida Turquía, administrada por un gobernador designado por el Gobierno central. La capital es Kırklareli. La población de la provincia es de 341 218 habitantes (2012).